# Comuna Hrușivka, Berezne
Hrușivka (în ucraineană Грушівка) este o comună în raionul Berezne, regiunea Rivne, Ucraina, formată din satele Hrușivka (reședința), Hrușivska Huta, Ialînivka, Vedmedivka și Vilhivka.

## Demografie
Componența lingvistică a comunei Hrușivka
     Ucraineană (99,76%)
     Alte limbi (0,24%)
Conform recensământului din 2001, majoritatea populației comunei Hrușivka era vorbitoare de ucraineană (99,76%), existând în minoritate și vorbitori de alte limbi.